# زيغ زيغلر
زيغ زيغلر (بالإنجليزية:  Zig Ziglar)‏ ؛ (6 نوفمبر 1926 - 28 نوفمبر 2012) هو مؤلف، مندوب مبيعات ومحاضر تنمية بشرية أميركي الجنسية. نشر له أكثر من 40 عملا، بما في ذلك كتاب بعنوان طريقة الله لا تزال أفضل طريقة .

## سيرة ذاتية

### بداياته وتعليمه
ولد في مقاطعة كوفي في ولاية ألاباما لـ جون سيلاس زيغلر وليلا ويستكوت زيغلز وكان ترتيبه العاشر بين 12 طفلاً لهما..
في سنة 1931 وعندما كان عمره خمس سنوات، حصل والده على منصب إدارية في مزرعة ميسيسبي، فانتقلت عائلته إلى يازو سيتي، ميسيسبي، حيث قضى فيها معظم طفولته المبكرة، وبعد سنة توفيت والدته بـ سكتة وبعد ذلك بيومين توفيت أخته الصغيرة.
بين 1943 إلى 1945، شارك في البحرية في V12 برنامج تدريب البحرية، في جامعة جنوب كارولاينا.

### حياته الشخصية
التقى بزوجته جين في 1944 عندما كان عمره 17 وهي 16 سنة، وقد تزوجا لاحقاً في 1946 وأنجبا أربعة أبناء: سوزان وتوم وكيندي وجولي.
زيغلر، المعمداني، أدخل المسيحية ضمن عمله التحفيزي، كما انه كان مؤيد للـ الحزب الجمهوري (الولايات المتحدة) فقد أيد الحاكم السابق مايك هاكابي لترشح حزبه الرئاسي في 2008.

### موتـــــه
في 28 تشرين الثاني 2012، زيغلر توفي بسبب إصابته بـ ذات الرئة في مستشفى في تكساس.

## كتبه
- Ziglar, Zig (1975). أراك على القمة See You at the Top. Gretna: Pelican Pub. Co. {{استشهاد بكتاب}}: الوسيط غير المعروف |الرقم المعياري= تم تجاهله يقترح استخدام |ردمك= (مساعدة)
- Ziglar, Zig (1982). Zig Ziglar's Secrets of Closing the Sale. New York: Berkley Books. {{استشهاد بكتاب}}: الوسيط غير المعروف |الرقم المعياري= تم تجاهله يقترح استخدام |ردمك= (مساعدة)
- Ziglar, Zig (1985). Raising Positive Kids in a Negative World. Nashville: Oliver Nelson. {{استشهاد بكتاب}}: الوسيط غير المعروف |الرقم المعياري= تم تجاهله يقترح استخدام |ردمك= (مساعدة)
- Ziglar, Zig (1986). Top Performance: How to Develop Excellence in Yourself and Others. New York: Berkley Books. {{استشهاد بكتاب}}: الوسيط غير المعروف |الرقم المعياري= تم تجاهله يقترح استخدام |ردمك= (مساعدة)
- Ziglar, Zig (1994). Over the Top. Nashville: Thomas Nelson Publishers. {{استشهاد بكتاب}}: الوسيط غير المعروف |الرقم المعياري= تم تجاهله يقترح استخدام |ردمك= (مساعدة)
- Ziglar, Zig (1998). Success for Dummies. Foster City, Calif: IDG Books. {{استشهاد بكتاب}}: الوسيط غير المعروف |الرقم المعياري= تم تجاهله يقترح استخدام |ردمك= (مساعدة)
- Ziglar, Zig (2003). Selling 101: What Every Successful Sales Professional Needs to Know. Nashville: Thomas Nelson Publishers. {{استشهاد بكتاب}}: الوسيط غير المعروف |الرقم المعياري= تم تجاهله يقترح استخدام |ردمك= (مساعدة)
- Ziglar, Zig (2006). Better Than Good: Creating a Life You Can't Wait to Live. Nashville: Thomas Nelson Publishers. {{استشهاد بكتاب}}: الوسيط غير المعروف |الرقم المعياري= تم تجاهله يقترح استخدام |ردمك= (مساعدة)
- Ziglar, Zig (2009). Embrace the Struggle: Living Life on Life's Terms. New York: Howard Books. {{استشهاد بكتاب}}: الوسيط author-name-list parameters تكرر أكثر من مرة (مساعدة) والوسيط غير المعروف |الرقم المعياري= تم تجاهله يقترح استخدام |ردمك= (مساعدة)

## وصلات خارجية
- زيغ زيغلر على موقع ميوزك برينز (الإنجليزية)
- زيغ زيغلر على موقع ديسكوغز (الإنجليزية)
- الموقع الرسمي